# Даун, Джон Лэнгдон Хэйдон
Джон Лэнгдон Хэйдон Даун (англ. John Langdon Haydon Down; 18 ноября 1828, деревня Торпойнт, Корнуолл, Англия — 7 октября 1896, Лондон) — учёный, впервые описавший синдром Дауна и назвавший его «монголизм».
Английское слово «down», которое является фамилией доктора, в переводе означает «вниз», в результате чего возникло популярное заблуждение о сути синдрома Дауна (умственной отсталости) — однако синдром назван так в 1965 году только по имени собственному, без дополнительных коннотаций.

## Биография
Младший сын фармацевта (аптекаря) из корнуэльской деревни Торпойнт, ирландец Джон Лэнгдон Даун до 18 лет работал с отцом. Затем он переехал в Лондон, где работал ассистентом хирурга, учился на фармацевта, ассистировал профессору Редвуду и затем известному химику Майклу Фарадею. В 25 лет Джон поступил в Медицинский институт Лондонской больницы, по окончании которого был награждён золотой медалью. В 1858 году был назначен начмедом Королевского приюта для умалишённых в Эрсвуде. Под его руководством приют стал образцом для подобного рода заведений в стране. Параллельно Джон Даун читал лекции по медицине в Лондоне.
Джон Даун верил в то, что занятия с умственно отсталыми детьми позитивно влияют на их развитие. В 1868 году он организовал в Теддингтоне центр для таких детей под названием «Нормансфилд». Это было первое заведение подобного рода (пост руководителя позже занимал сын Джона Дауна).

## Научная деятельность
На Джона Дауна повлияли идеи доктора Джона Конолли, считавшего, что необходимо изучать то, как интеллект и эмоции человека зависят от формы его черепа. Джон Даун вначале отметил у группы своих пациентов некоторые особенности строения языка, затем он стал изучать форму черепа, и на этом основании сгруппировал пациентов в 5 подгрупп, одной из которых была «монгольская» (именно этот диагноз впоследствии стали называть именем Дауна). Следует подчеркнуть, что в то время задача какой-либо классификации людей с задержкой психического развития и психически больных людей не была удовлетворительно решена.
В 1866 году он описал морфологические характеристики людей с синдромом Дауна (работа «Наблюдения по этнической классификации умственно отсталых людей»). Кроме подробного перечисления внешних черт, присущих людям с синдромом Дауна, он также отметил, что у них часты пороки сердца и эндокринной системы, и что такие люди обучаемы и их обучение даёт очень хорошие результаты; указал на важность артикуляционной гимнастики для развития речи людей с СД, а также на склонность таких людей к подражанию, что может способствовать их обучению. Джон Даун верно установил, что данный синдром является врождённым, но ошибочно связывал его с туберкулёзом родителей.
В 1887 году Даун издал более полную монографию «Психические заболевания детей и подростков».

## Достижения
Впервые описал синдромы, впоследствии названные: синдром Дауна (называется так в его честь с 1965 года), синдром Прадера — Вилли, синдром Фрёлиха (Бабинского — Фрёлиха), синдром саванта. См. Список наследственных заболеваний.

## Последователи
В 1908 году сын Джона Дауна, Реджинальд, добавил к описанию отца наличие у многих людей с СД поперечной складки на ладони.
В 1924 году Брушфильд описал характерные пигментные пятна по краю радужной оболочки глаза (пятна Брушфильда), наблюдаемые примерно у 19 % людей с синдромом Дауна.
В 1959 году Жером Лежен и его коллеги, а также Патриция Джейкобс (независимо от Лежена), объяснили описанные Дауном особенности наличием у людей с синдромом Дауна лишней хромосомы в 21-й паре.